# David Kuijken
 (février 2025).
Si vous disposez d'ouvrages ou d'articles de référence ou si vous connaissez des sites web de qualité traitant du thème abordé ici, merci de compléter l'article en donnant les références utiles à sa vérifiabilité et en les liant à la section « Notes et références ».
Pour les articles homonymes, voir Kuijken.
David Kuijken (ou Kuyken) est un pianiste néerlandais.
Il a suivi des master classes avec Leon Fleisher et György Sebök.
Sa carrière internationale a débuté en 1984 au Queen Elizabeth Hall. Kuijken forme un duo avec Brenno Ambrosini, en compagnie de qui, il a gagné le XIe Concours international de piano Paloma O'Shea. Il est connu pour son travail pour faire connaître la musique néerlandaise contemporaine.
Il enseigne au Conservatoire royal de La Haye et au conservatoire d’Amsterdam.